# Abdelkader Ben Bouali
Abdelkader Ben Bouali (Sendjas, 25 ottobre 1912 – Algeri, 23 febbraio 1997) è stato un calciatore francese, di ruolo difensore.

## Carriera

### Club
Con il Marsiglia vinse il campionato francese nel 1937 e la Coppa di Francia l'anno seguente.

### Nazionale
Ha partecipato come riserva ai Mondiali del 1938, nei quali non è mai sceso in campo.

## Palmarès

### Giocatore

#### Competizioni nazionali
- Campionato francese: 1

Olympique Marsiglia: 1936-1937
- Coppa di Francia: 1

Olympique Marsiglia: 1937-1938